# Allen County War Memorial Coliseum
Allen County War Memorial Coliseum – hala rozrywkowo-sportowa w USA w mieście Fort Wayne, w stanie Indiana.

## Historia
Hala powstała w 1952 roku. Koszt budowy wyniósł 2 647 390 USD. W 1989 roku hala została rozbudowana. Koszt wyniósł 26 mln USD. W 2002 roku hala ponownie zostaje rozbudowana, i odnowiona. koszt wyniósł 35 milionów USD.

### Pojemność
- koszykówka – 13 000 miejsc
- hokej na lodzie/koncerty – 12 500 miejsc

### Drużyny
- Fort Wayne Komets (IHL) (2007–)
- Fort Wayne Komets (UHL) (1999–2007)
- Fort Wayne Komets (IHL) (1952–1999)
- IPFW Mastodons (NCAA koszykówka) (2001–)
- Fort Wayne Fusion (af2) (2007)
- Fort Wayne Pistons (NBA) (1952–1957)
- Fort Wayne Fury (CBA) (1992–2001)
- Fort Wayne Freedom (CIFL) (2008–)
- Fort Wayne Freedom (UIF) (2005–2006)
- Fort Wayne Freedom (NIFL) (2003–2004)
- Fort Wayne Mad Ants (NBDL) (2007–)

## Galeria

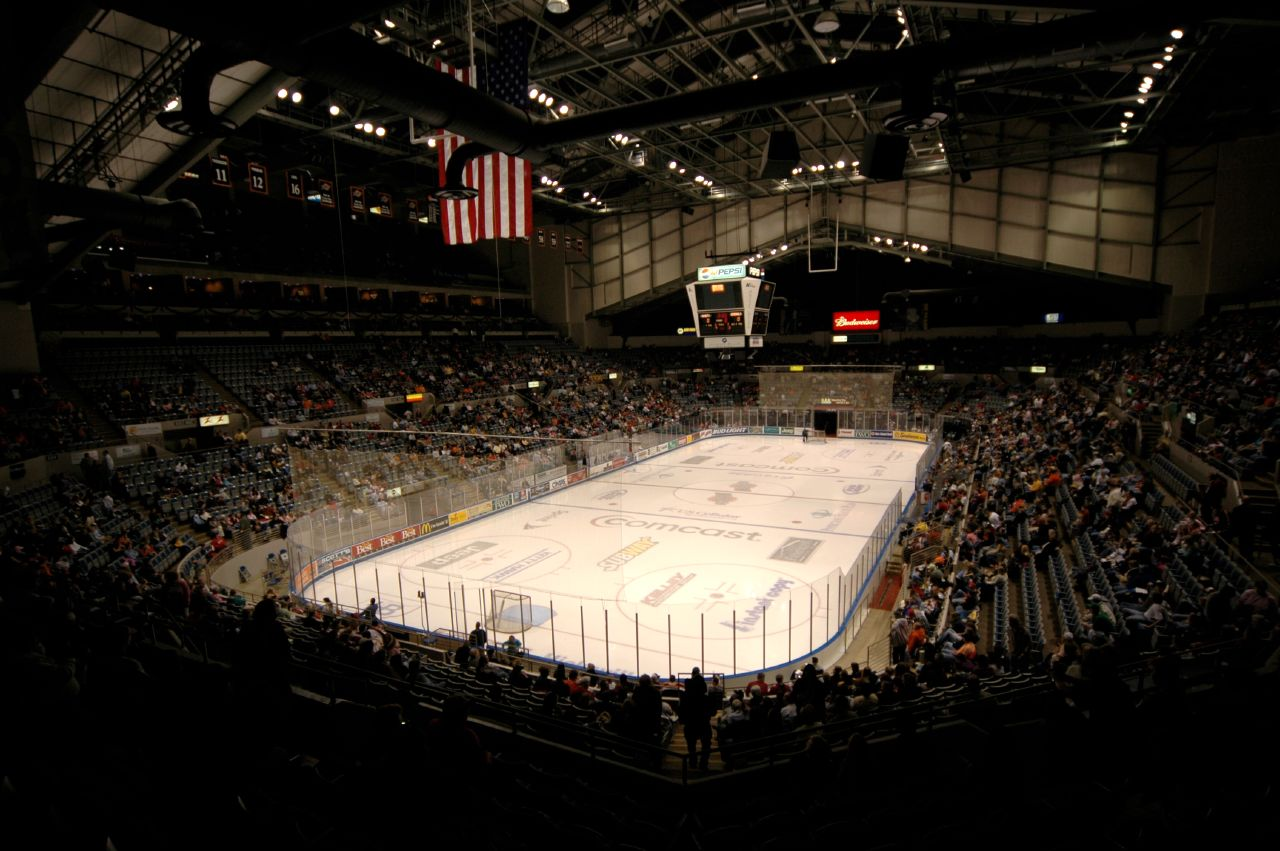
Wnętrze hali podczas meczu hokejowego drużyny Komets